# Geschichte der Komoren
Die Geschichte der Komoren umfasst die vorkoloniale und koloniale Geschichte der gleichnamigen Inselgruppe mit den Hauptinseln Grande Comore, Anjouan, Mohéli und Mayotte sowie des heutigen unabhängigen Staates Union der Komoren im Indischen Ozean.

## Besiedelung und Staatsgründungen bis 1700

Wanderungen der austronesischen Gruppierungen

Die Komoren sind seit Mitte des 1. Jahrtausends besiedelt. Ihr Name bedeutet „Mondinsel“ und kommt aus dem Arabischen „Kamar“. Zum einen ließen sich hier Bantu aus Ostafrika nieder, dann auch – wie um 500 im benachbarten Madagaskar – Austronesier. Die austronesische Bevölkerungsgruppe wurde jedoch überlagert von späteren (teilweise ebenfalls austronesischstämmigen) Einwanderern aus Madagaskar und von der ostafrikanischen Küste.
Ab etwa 750 oder 800 lagen die Komoren-Inseln im Einflussbereich von arabischen und persischen Seefahrern, Piraten und Händlern. Noch frühere Handelskontakte werden durch Ausgrabungsfunde von importierter Keramik aus dem Gebiet des Sassanidenreiches bestätigt. Hinzu kamen Einwanderungswellen von der afrikanischen Ostküste und aus Madagaskar. Die politische und soziale Struktur der Inseln war afrikanisch geprägt.
1505 erreichten portugiesische Seefahrer die Inseln und hielten Grande Comore fünf Jahre besetzt. Größere Auswirkungen hatte die Ankunft einer arabisch-persischen Flotte unter dem Kommando von Mohamed ben Haissa 1506. Die Gruppe brachte ihre Sklaven mit und blieb. Diese Einwanderer wurden Schirazi genannt, nach der Stadt Schiraz in Persien. Die Schirazi führten große Veränderungen in der sozialen und politischen Struktur der Inseln herbei. Sie brachten ihre Architektur mit und errichteten Moscheen und Paläste. Die älteste Moschee der Komoren entstand auf der Insel Mayotte 1566 im Ort Chingoni. Auf den Hauptinseln gründeten sie eigene Sultanate, die sich allerdings wenig von den Häuptlingstümern der ostafrikanischen Küste unterschieden. Die Komoren wurden dadurch Teil der Swahili-Gesellschaft Ostafrikas, kulturell verbunden mit dem Sultanat Sansibar und den Städten der ostafrikanischen Küste. Zur Zeit der ersten Kolonialisierungsversuche durch Europäer stellten persische und arabische Familien die Oberschicht der Inseln.
Ab dem 11. oder 14. Jahrhundert begann sich der Islam auf den Komoren zu verbreiten. Später siedelten sich Händler aus dem Hadramaut an den Küsten und in den Städten der Komoren an. Hierbei spielten Saiyids aus der Familie der Āl Bā ʿAlawī, die mit dem Sufi-Orden der Tarīqa ʿAlawīya verbunden waren, eine besonders wichtige Rolle. Einige Hadrami-Händler gelangten auch über den Umweg der Insel Pate im kenianischen Lamu-Archipel auf die Komoren.

## Madagassische Invasion
Ab dem späten 18. Jahrhundert mehrten sich die Überfälle sklavenhandelnder Madagassen vom Volk der Sakalava und Piraten auf den Inseln. Sie übernahmen die Herrschaft auf Mohéli und Mayotte, den kleineren der vier Inseln und übten von da aus auch starken Einfluss auf die beiden größeren aus. 1830 führte der Madagasse Ramanetaka, der bald seinen Namen in Abderemane änderte, eine größere Gruppe von madagassischen Migranten nach Mohéli, wo heute noch eine madagassische Sprache gesprochen wird.

## Die Komoren um 1800
Bis zum frühen 19. Jahrhundert waren die Inseln eine häufig angefahrene Zwischenstation für Seefahrer aus verschiedenen europäischen Ländern – Holländer, Briten, Franzosen – auf dem Weg nach Indien, in den Persischen Golf oder den Fernen Osten, ohne dass diese dauerhafte Stützpunkte errichteten.
Zu Beginn des 19. Jahrhunderts, unmittelbar vor der Kolonialisierung der Komoren durch Frankreich, stellten sich die Verhältnisse auf den Inseln unterschiedlich dar. Anjouan war unter einem Sultan vereint, dem auch bis Mitte des Jahrhunderts die Insel Mohéli unterstand. Ab der Jahrhundertmitte erlangte Mohéli ihre Unabhängigkeit vom Sultanat Anjouan durch die Invasion des oben erwähnten Ramanetaka, dessen Dynastie dort bis 1885 regierte. 1816 flüchtete der Sultan von Anjouan, Abdallah der Erste, nach dieser Invasion auf die französische Insel Île Bourbon (heute „La Reunion“). Die größte Insel, Grand Comore, war ursprünglich in 12 Sultanate aufgesplittert, die allerdings untereinander jeweils ein gemeinsames Oberhaupt wählten.

## Französische Kolonialzeit

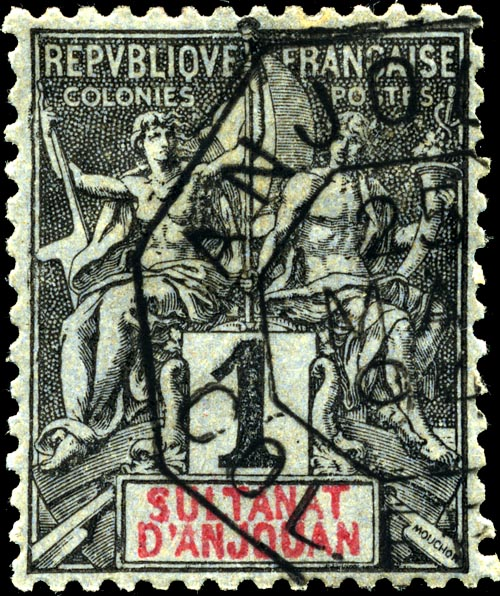
Briefmarke des Sultanats von Anjouan von 1892

### Zeit der Protektorate 1841–1912

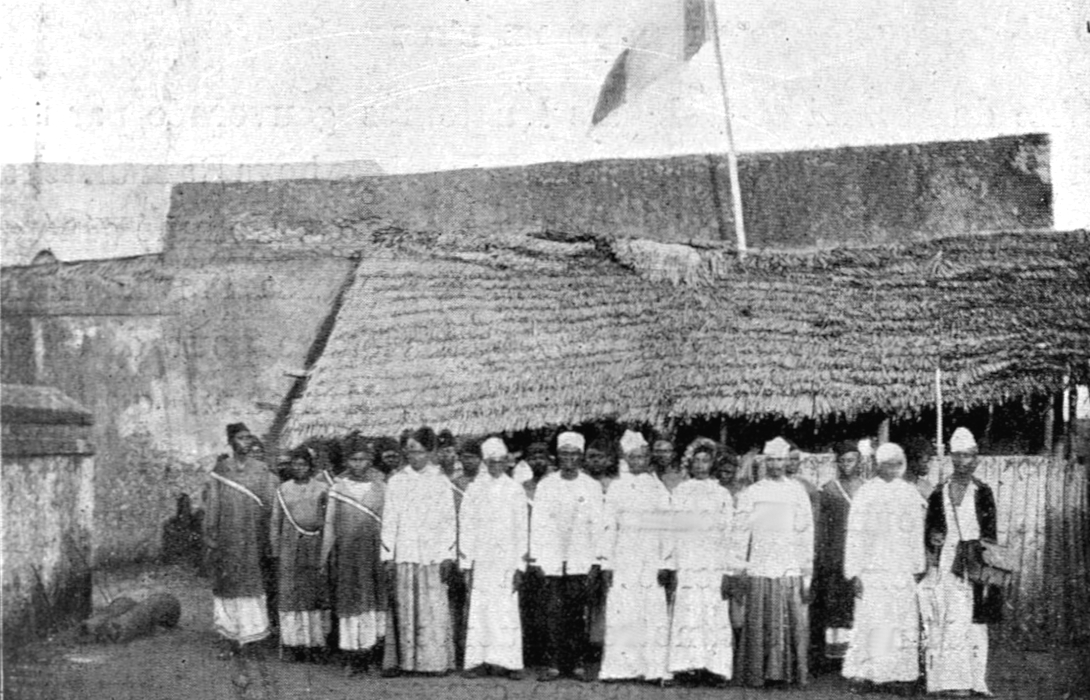
Die französische Eingeborenen-Polizeitruppe („Miliz“) in Mohéli, 1900.

1841 erklärten die Franzosen Mayotte zum Protektorat und begannen von hier aus die Einflussnahme auf die übrigen Inseln. 1847 verboten sie die Sklaverei auf Mayotte und förderten die Besiedelung der durch madagassische Überfälle und Sklavenjagden weitgehend entvölkerten Insel mit freigelassenen Sklaven und französischen Siedlern. 1842 suchte die Sultanin von Mohéli französischen Schutz gegen das Sultanat Sansibar und 1861 und 1871 intervenierten die Franzosen im Zusammenhang mit internen Konflikten militärisch auf der Insel. 1886 wurde die Insel schließlich offiziell Teil des französischen Protektorats von Mayotte. 1866 wurde Anjouan französisches Protektorat und 1886 auch Grand Comore, wo die Franzosen bereits 1844 einen ersten Militär- und Handelsposten errichtet hatten. Auf Grand Comore wie auf den anderen Inseln blieben die Sultane weiterhin im Amt und hatten z. B. eigene Flaggen. Tatsächlich hatten sie sich mit dem „Protektorat“ aber französischer Herrschaft unterworfen. Seit 1887 wurden die Inseln Anjouan, Grand Comore und Mohéli kollektiv „Protektorat der Komoren“ genannt. 1908 wurden sie mit Mayotte zu einer kolonialen Einheit zusammengeschlossen und 1914 dem Generalgouverneur von Madagaskar unterstellt.
Die Kolonisierung von Grand Comore hatte der französische Geschäftsmann Léon Humblot vorbereitet, der dem damaligen Sultan Said Ali erhebliche Teile der Insel abgekauft und ihm zudem Kredite gegeben hatte, die über Arbeitsverpflichtungen der Untertanen zurückzuzahlen waren. Humblots „Societe´ de la Grande Comore“ wurde zur wichtigsten der französischen Kolonialgesellschaften, die de facto die Herrschaft über die Inseln ausübten. Auf den Plantagen der Gesellschaften produzierten Zwangsarbeiter Kaffee, Kopra, Sisal, Kakao, Ylang-Ylang, Vanille und Nelken. Humblot wurde auf dem Höhepunkt seiner Macht auch als der „Weiße Sultan von Grand Comore“ bezeichnet.
Im späten 19. Jahrhundert gewannen die beiden Sufi-Orden der Qadiriyya und der Schadhiliyya großen Einfluss auf den Komoren. Der komorische Schadhiliyya-Scheich Muhammad ibn ʿAbdallāh al-Maʿrūf (1853–1905) verbreitete diesen Orden entlang der ostafrikanischen Küste, wobei er auf den Komoren besonders viele Anhänger fand. Er starb in Moroni, nachdem er dort eine Zawiya gegründet hatte. Sein Grabmal ist Ziel für Pilger aus ganz Ostafrika. Zum Ende des 19. Jahrhunderts kam es jedoch zu einer großen Auswanderungswelle komorischer Muslime auf das Gebiet der Bū-Saʿīdī-Sultane in Sansibar. Allein im Jahre 1899 wanderten 15.000 Komoren nach Sansibar aus. Einige komorische Araber wie Ahmad ibn Sumait traten auch unmittelbar in den Dienst der Bū-Saʿīdī-Sultane.

### Kolonialzeit 1912–1975
1912 erhielt das „Protektorat der Komoren“ den Status einer Kolonie, ab 1914 wurden sie von der französischen Kolonie Madagaskar aus verwaltet. Die Kolonialgesellschaften verloren dadurch ihre direkte Herrschaft, blieben aber überaus mächtig. In den 1930er Jahren gehörten ihnen 46 Prozent der Landfläche von Grand Comore 37 Prozent von Anjouan, 22 Prozent von Mohéli und 15 Prozent der Fläche von Mayotte. Dennoch blieb es politisch ruhig auf den Inseln. 1946 erlangten sie den Status eines TOM (territoires d´outre-mer, Französisches Übersee-Territorium) und damit eine Teilautonomie und erste politische Institutionen wie etwa eine „Conseil General“ (Lokalversammlung). Entsprechend der Loi Lamine Guèye von 1946 hatten alle Bürgerinnen und Bürger bei Wahlen zum französischen Parlament und auch bei lokalen Wahlen ein Wahlrecht. Damit war ein beschränktes Frauenwahlrecht eingeführt. Das passive Wahlrecht wurde in dem Gesetz nicht ausdrücklich erwähnt, war aber auch nicht ausgeschlossen. Es herrschte ein Zweiklassenwahlrecht, das die französischstämmigen Bürgerinnen und Bürger bevorzugte. Die Inseln waren nun mit je einem Abgeordneten im französischen Parlament und Senat vertreten. Bei den Wahlen zeigten sich zwei Fraktionen, die eher traditionalistischen „Weißen“ und die eher in die koloniale Wirtschaft und Verwaltung eingebundenen „Grünen“.
Am 23. Juni 1956 wurde die loi-cadre Defferre eingeführt.
1961 erlangten die Komoren eine Teilautonomie. 1962 gründete sich in der tansanischen Hauptstadt Daressalam die Mouvement de la Libération Nationale des Comores (MOLINACO), die „Nationale Befreiungsbewegung der Komoren“, und wurde von der frisch gegründete Organisation für Afrikanische Einheit (OAU) als Vertretung des Volkes der Komoren anerkannt. Die Bewegung beschränkte sich allerdings auf einen Propagandakrieg aus dem Exil heraus. Die „Mouvement (populaire) mahourais“, die Volksbewegung von Mayotte erwies sich dagegen als ernsthafte Bedrohung des bestehenden Regimes. Die 1959 beschlossene und 1962 durchgeführte Verlegung der Hauptstadt von Mayotte und Grand Comore hatte große Unruhe auf Mayotte ausgelöst, da mit der Verlegung deutliche wirtschaftliche Einbußen für die Insel verbunden waren. 1967 wurde der Präsident der Lokalregierung Said Mohammed Sheikh mit Steinwürfen von Mayotte vertrieben. Die Franzosen stationierten daraufhin Einheiten der Fremdenlegion auf Mayotte, was die wirtschaftlichen Nachteile des Verlustes des Hauptstadtstatus des Ortes Dzaoudzi auf Mayotte ausglich.
Die Verfassung von 1968 gewährte den einzelnen Inseln der Komoren weitgehende Selbstständigkeit und förderte so sezessionistische Bestrebungen. Ahmed Abdallah Abderemane, damaliger Präsident des Territoriums ließ die Infrastruktur auf Mayotte ausbauen und förderte die Ansiedlung von Leuten aus Anjouan. Dennoch herrschte auf den übrigen Inseln eine starke Stimmung für endgültige Unabhängigkeit, während auf Mayotte die Bevölkerung den Verbleib bei Frankreich unterstützte. Ein 1973 mit Frankreich ausgehandelter „Fahrplan zur Unabhängigkeit“ sah eine Volksabstimmung 1978 vor, bis dahin sollte eine einheimische Verwaltung aufgebaut werden. 1973 kam es jedoch zu Demonstrationen Jugendlicher für die Unabhängigkeit, die durch Truppen aus La Reunion beendet werden mussten. Bei einem vorgezogenen Referendum 1974 sprachen sich etwa 95 Prozent der Befragten für die Unabhängigkeit aus; die meisten Stimmen gegen die Unabhängigkeit stammten von der Insel Mayotte, die in der Folge weiterhin französisch war.

## Unabhängige Komoren

Flagge der föderalen islamischen Republik der Komoren

Am 6. Juli 1975 erklärten die Komoren ohne die Insel Mayotte ihre vollständige Unabhängigkeit, ohne ihren Anspruch auf diese Insel aufzugeben. Das allgemeine Wahlrecht wurde bestätigt.
Nach der Unabhängigkeit war das Land politisch chronisch instabil und erlebte bis heute 19 Putschversuche, vier davon unter der Führung des französischen Söldners Bob Denard. Von 1975 bis 1978 wurde das Land von Ali Soilih regiert, der eine Arabisierungspolitik betrieb. Im Juli 1977 beantragte das Land die Aufnahme in die Arabische Liga. Der Antrag wurde jedoch abgewiesen, weil Ali Soilih nicht das Arabische, sondern das Komorische zur offiziellen Landessprache machen wollte.
Denard verhalf 1978 Ahmed Abdallah erneut zur Macht. Bis zum Sturz Abdallahs 1989 beuteten die beiden das Land systematisch aus. In dieser Zeit wurde das Regime vor allem von Frankreich, Südrhodesien (bis 1980) und Südafrika unterstützt. Südafrika wickelte über die Inseln Waffengeschäfte ab und umging so das internationale Embargo. Zudem durfte es auf den Inseln eine Abhörstation errichten, mit der die ANC-Büros in Lusaka und Dar es Salaam beobachtet wurden.
1978 erklärte Präsident Ahmed Abdallah die Komoren zur Islamischen Föderativen Republik. 1982 wurde eine Einheitspartei eingeführt und bei den Wahlen 1978 und 1984 erhielt seine „Fortschrittspartei“ jeweils über 99 Prozent der Stimmen. Er regierte autoritär mit der Unterstützung französischer Söldner und südafrikanischer Geschäftsleute und der Duldung Frankreichs, da Abdallah auf Versuche verzichtete, Mayotte wieder an die Komoren anzuschließen. Unterstützung kam außerdem aus konservativen arabischen Ölländern, denen die islamische Ausrichtung der Republik zusagte.
Die Universitäten der arabisch-islamischen Länder wurden in der gleichen Zeit zu einem wichtigen Anziehungspunkt für die jungen Komoren, insbesondere weil der Zugang zu französischen Universitäten, in denen die komorische Elite bisher ihre Ausbildung erhalten hatte, erschwert war. 1985 studierten 600 komorische Studierende an islamischen Universitäten, während man in Frankreich nur 250 Studierende und Auszubildende von den Komoren zählte.
1989 hatten Abdallah und Denard die Unterstützung der arabischen Golfländer verspielt. Abdallah kam 1989 bei einem vermutlich von Denard initiierten Scheinputsch unter ungeklärten Umständen ums Leben. Said Joher wurde Präsident, doch das Land fand nicht zur Ruhe. 1995 putschte Denard bereits zum vierten Mal erfolgreich. Seine Herrschaft wurde aber nach nur einer Woche von einem französischen Expeditionskorps unblutig beendet. Denard wurde inhaftiert und 1999 in Frankreich des Mordes an Abdallah angeklagt, aber aus Mangel an Beweisen freigesprochen.

## Putsch- und Sezessionsversuche seit 2001

Flagge der Separatisten von Mohéli

Flagge der heutigen Union der Komoren

1997 erklärten die Inseln Anjouan und Mohéli ihre Unabhängigkeit. Sie setzten allerdings die komorische Tradition fort und wurden selbst von mehreren Putschen erschüttert. Letztlich gab es für jede Insel einen eigenen Präsidenten. 1999 wurde Azali Assoumani Präsident von Grande Comore.
Er überstand seither einige Putschversuche und konnte die Inseln durch eine Verfassungsreform im Jahr 2001 in einer losen Union, der „Union der Komoren“, wiedervereinigen. Die Präsidentschaft der Union rotiert seither zwischen den drei Hauptinseln. Im Mai 2006 wurde der Islamist Ahmed Abdallah Mohamed Sambi zum Staatspräsidenten gewählt.
Auf der Insel Anjouan wurde bei Wahlen im Jahr 2002 Mohammed Bacar, der im Jahr davor durch einen Putsch die Macht auf Anjouan ergriffen hat, zum Präsidenten der autonomen Insel gewählt. Als dessen Amtszeit im April 2007 ablief, kam es hier erneut zu Konflikten mit der Zentralregierung. Da die Wahlen erst für den 10. Juni 2007 angesetzt waren, setzte das Verfassungsgericht der Komoren einen kommissarischen Präsident ein, der von Bacars Gefolgsleuten aus dem Amt geworfen wurde. Die Zentralregierung verschob die Wahl aufgrund mangelhafter Bedingungen für deren Abhaltung um eine Woche. Bacar ließ am ursprünglichen Wahltag wählen und erreichte 90 Prozent der abgegebenen Stimmen. Seine Wahl wurde deswegen von der komorischen Bundesregierung nicht anerkannt.
Am 25. März 2008 wurde die Insel durch eine Invasion der Afrikanischen Union unter Beteiligung Tansanias, Senegals, des Sudan und Libyens eingenommen. Bacar flüchtete nach Mayotte und bat dort um politisches Asyl.

## Die Union der Komoren: Neuordnungen des politischen Systems 2001 und 2009
Durch ein Verfassungsreferendum war 2001 die Union der Komoren entstanden. Die Verfassung dieser Union war der auch finanziell sehr aufwendige Versuch, einen politischen Ausgleich zwischen den drei Hauptinseln des Landes herzustellen. Jede Insel hatte ein halbautonomes Parlament mit einem Präsidenten an der Spitze und die Präsidentschaft des Gesamtstaates rotierte zwischen den Inseln.
Ahmed Abdallah Mohamed Sambi setzte mit einem weiteren Verfassungsreferendum 2009 dagegen eine radikale Änderung des politischen Systems durch, der die Macht der Zentralregierung wieder deutlich stärkte und die Union der Komoren zu einem islamischen Staat erklärte. Allerdings strich das Komorische Verfassungsgericht eine Klausel der neuen Verfassung, die ihm eine weitere Amtszeit ermöglicht hätte. 2010 durfte er daher nicht mehr antreten und sein bisheriger – und noch amtierender – Vizepräsident Ikililou Dhoinine ging als neuer Präsident aus den Wahlen 2010 hervor. Vom 26. Mai 2011 bis zum 25. Mai 2016 war Dhoinine Präsident der Komoren. Seit dem 26. Mai 2016 ist Azali Assoumani Präsident, der das Amt bereits von 1999 bis 2006 innehatte.